# Paradiplomatie

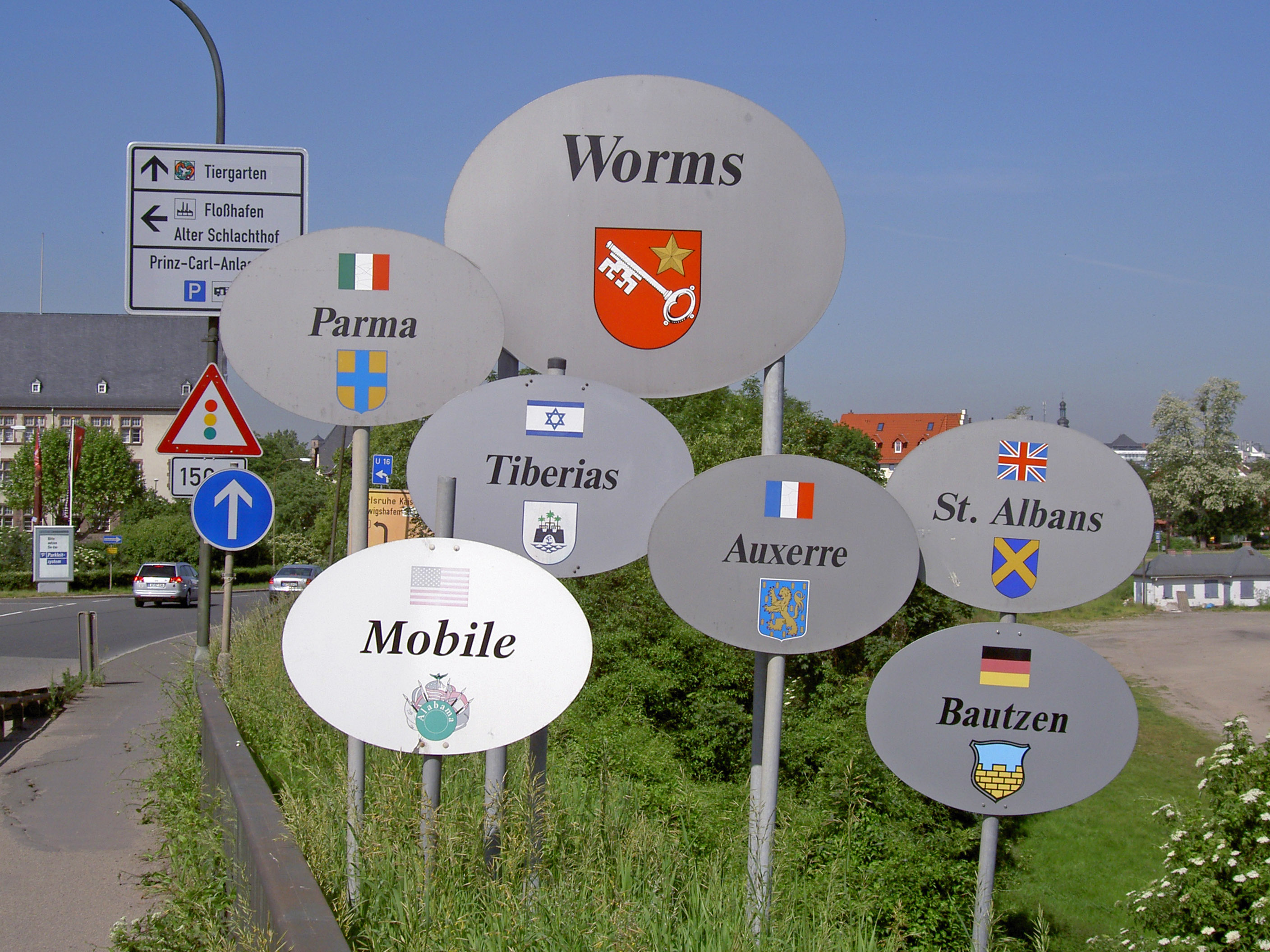
Partnersteden van het Duitse Worms.

Paradiplomatie is de betrokkenheid van niet-centrale overheden bij internationale betrekkingen en internationale samenwerking. De term is een combinatie van het Griekse woord "para-" (παρα, wat "naast" betekent) en "diplomatie". 
Het fenomeen omvat een verscheidenheid aan praktijken, van jumelages van steden tot transnationale netwerken, gedecentraliseerde samenwerking en lobbyen tijdens internationale topontmoetingen. Als gevolg van de mondialisering spelen niet-centrale overheden een steeds invloedrijkere rol op het wereldtoneel, door internationale relaties aan te knopen over nationale grenzen heen, en een eigen buitenlands beleid te ontwikkelen. Regio's, deelstaten en Länder, provincies en steden gaan dan samenwerken, culturele uitwisselingen verzorgen, handel en partnerschap bevorderen, afhankelijk van de decentralisatie in hun land, en de culturele en sociaaleconomische context. 
Deze trend werpt nieuwe vragen op met betrekking tot het internationaal publiekrecht en heeft een debat geopend over het mondiale bestuursstelsel en de evolutie van het door naties geleide systeem dat de afgelopen eeuwen de basis heeft gevormd voor de internationale politieke orde. In de praktijk heeft het tot politieke spanningen geleid, met name in deelgebieden die naar meer autonomie streven zoals onder meer Catalonië, Québec, Schotland en Vlaanderen.